# Удинск (Алтайский край)
Удинск — упразднённый посёлок в Заринском районе Алтайского края России. На момент упразднения входил в состав Аламбайского сельсовета. Упразднен в 2000 году.

## География
Располагался на правом берегу реки Уда (приток Тогула), у подножья горы Жиган, в 15 км (по прямой) к северо-востоку от села Шумиха.

## История
Основан в 1895 году. В 1928 году посёлок Удинский кордон состоял из 30 хозяйств. В административном отношении входил в состав Мочищеского сельсовета Тогульского района Бийского округа Сибирского края.
Исключен из учётных данных в 2000 г.

## Население
В 1926 году в посёлке проживало 139 человек (64 мужчин и 75 женщин), основное население — русские